# 国鉄タ400形貨車
国鉄タ400形貨車（こくてつタ400がたかしゃ）は、かつて日本国有鉄道（国鉄）およびその前身である鉄道省等に在籍した私有貨車（タンク車）である。

## 概要
タ400形は、1928年（昭和3年）5月の車両称号規程改正により、ア1690形 8両（ア1690、ア1696 - ア1699、ア1704 - ア1706→タ400 - タ407）を改番し誕生した形式である。
タ400形へ変更になった時点での所有者は紐育スタンダード石油で常備駅は山陽本線の糸崎駅、東海道本線の大阪駅、鶴見線（貨物支線）の石油駅（現・浜安善駅）であった。その後所有者は、石油共販、スタンダード・ヴァキューム石油と変遷した。
戦後の1949年（昭和24年）5月23日に4両が増備されたが新製車ではなく戦災復旧車であった。所有者は日本陸運産業で常備駅は浜安善駅であった。
車体色は黒色、寸法関係は一例として全長は6,554 mm、全幅は2,032 mm、全高は3,251 mm、実容積は11.3 m3、自重は7.9 t、換算両数は積車1.8、空車0.8である。
1962年（昭和37年）頃最後まで在籍した車両が廃車となり、同時に形式消滅となった。